# Trigger (студія)
Trigger Inc. (яп. 株式会社トリガー, кабусікі ґайся Торіґа:), стилізовано як TRIGGER, також Studio Trigger — японська аніме-студія, яку заснували колишні працівники Gainax Хіроюкі Імаіші та Масахіко Оцука у серпні 2011 року.

## Історія
Імаіші Хіроюкі і Оцука Масахіко заснували Trigger в 2011 році незабаром після уходу з Gainax. Назва студії і офіційний сайт були розкриті в жовтні 2011. Окрім допомоги у виробництві різних серіалів, студія випустила короткий фільм "Little Witch Academia" і аніме “Kill la Kill”, що виходило з жовтня 2013 по березень 2014. 8 липня 2013 року Trigger запустили кампанію на Kickstarter для підтримки другого епізоду Little Witch Academia. Проект досяг своєї мети в 150.000 долларів менш ніж за 5 годин, зібравши в результаті 625,518 долларів. 11 березня 2014 року було оголошено, що студія буде займатися адаптацією ранобе Inō-Battle wa Nichijō-kei no Naka de.
Разом зі студіями Sanzigen та Ordet належать холдінґу Ultra Super Pictures.
У 2018 році студія відкрила акаунт на сайті Patreon для збору кошті на випуск нових аніме те мерчендайзу. Користувачі моужть приєднатися до рівнів підтримки в 1 або 5 долларів. У акаунта студії більше 2 тисяч підтримувачів, що приносить їм майже 6 тисяч доларів на місяць. У 2023 році студія повідомила, що права на попередню роботу Імаісі "Panty and Stocking with Garterbelt" повернулися до режисера, і планується виробництво нової частини аніме.

## Ключові роботи

### ТВ
| Назва                                        | Початок показу | Кінець показу   | Кількість серій | Примітка                                 |        |
| -------------------------------------------- | -------------- | --------------- | --------------- | ---------------------------------------- | ------ |
| Kill la Kill                                 | 4 жовтня 2013  | 28 березня 2014 | 24 (+1)         | оригінал                                 | [ 6 ]  |
| When Supernatural Battles Became Commonplace | 7 жовтня 2014  | 23 грудня 2014  | 12              | Засноване на ранобе Кота Нодзомі         |        |
| Space Patrol Luluco                          | 1 квітня 2016  | 24 червня 2016  | 13              | оригінал                                 | [ 10 ] |
| Kiznaiver                                    | 9 квітня 2016  | 25 червня 2016  | 12              | оригінал                                 | [ 11 ] |
| Академія відьмочок                           | 9 січня 2017   | 26 червня 2017  | 25              | Перероблений фільм Little Witch Academia |        |
| Darling in the Franxx                        | 13 січня 2018  | 23 червня 2018  | 24              | Оригінал (спільно з A-1 Pictures )       |        |
| SSSS. GRIDMAN                                | 6 жовтня 2018  | 23 грудня 2018  | 12              | Спільно з Tsuburaya Productions          |        |
| BNA: Brand New Animal                        | 8 квітня 2020  | 24 червня 2020  | 12              | оригінал                                 |        |
| SSSS. Dynazenon                              | 2 квітня 2021  | 18 червня 2021  | 12              | Продовження SSSS. Gridman                | [ 12 ] |
| Підземелля смакоти                           | 4 січня 2024   | 13 червня 2024  | 24              | Засноване на манґа Куі Рьоко             | [ 13 ] |
| New Panty & Stocking with Garterbelt         | В очікуванні   | В очікуванні    | В очікуванні    | Продовження оригінальної роботи Gainax   | [ 14 ] |
| Підземелля смакоти                           | В очікуванні   | В очікуванні    | В очікуванні    | Засноване на манґа Куі Рьоко             | [ 15 ] |

### ONA
| Назва                       | Рік       | Серій | Хронометраж  | Примітки |        |
| --------------------------- | --------- | ----- | ------------ | --- | ------ |
| Inferno Cop                 | 2012-2013 | 13    | 3 хвилини    | Оригінальна робота. Публіковалось на YouTube                                                                   | [ 16 ] |
| Turning Girls               | 2013      | -     | -            | Оригінальна робота. Публіковалось на YouTube                                                                   | [ 17 ] |
| Ninja Slayer From Animation | 2015      | 26    | 13 хвилин    | Засновано на американському коміксі авторства Бредлі Бонда та Філіпа Морзеза. Публіковалось на Nico Nico Douga | [ 18 ] |
| Cyberpunk: Edgerunners      | 2022      | 10    | 23-26 хвилин | Оригінальна робота в ігровому всесвіті Cyberpunk 2077. У співпраці з Netflix та CD Projekt RED                 | [ 19 ] |

### Фільми
| Назва    | Дата випуску   | Хронометраж        | Примітка |        |
| -------- | -------------- | ------------------ | -------- | ------ |
| «Промар» | 24 травня 2019 | 1 година 55 хвилин | оригінал | [ 20 ] |

### Короткометражки
| Назва                                                  | рік  | Тип   | хронометраж | створено для        | виноска |
| ------------------------------------------------------ | ---- | ----- | ----------- | ------------------- | ------- |
| Академія відьмочок                                     | 2013 | фільм | 30 хвилин   | Anime Mirai 2013    | [ 21 ]  |
| Electronic Superhuman Gridman : boys invent great hero | 2015 | ONA   | -           | Japan Animator Expo | [ 4 ]   |
| Power Plant No. 33                                     | 2015 | ONA   | -           | Japan Animator Expo | [ 22 ]  |
| Sex & VIOLENCE with MACHSPEED                          | 2015 | ONA   | -           | Japan Animator Expo | [ 23 ]  |
| Bureau of Proto Society                                | 2015 | ONA   | -           | Japan Animator Expo | [ 24 ]  |
| Академія відьмочок: Зачарований парад                  | 2015 | фільм | 55 хвилин   | -                   | [ 25 ]  |